# Dance the Night Away (bài hát của Twice)
"Dance the Night Away" là bài hát được thu âm bởi nhóm nhạc nữ Hàn Quốc Twice, là đĩa đơn tiếng Hàn thứ hai của nhóm trong năm 2018 và là đĩa đơn dẫn đường cho album tái phát hành Summer Nights của nhóm. Bài hát được JYP Entertainment phát hành vào ngày 9 tháng 7 năm 2018.

## Bối cảnh và phát hành
Lần trở lại của Twice được tiết lộ lần đầu vào ngày 7 tháng 6 năm 2018. Ngày 18 tháng 6, có thông báo chính thức từ JYP Entertainment nhóm sẽ trở lại với đĩa đơn mới mang tên "Dance the Night Away". Đây là ca khúc chủ đề cho album Summer Nights. Cả bài hát và album được phát hành vào tháng 9 tháng 6 trên các trang nghe nhạc trực tuyến.

## Sáng tác
"Dance the Night Away" được sáng tác bởi một nhóm các nhà sản xuất, và được viết lời bởi Wheesung. Bài hát được mô tả như một "bài hát mang giai điệu tươi vui thích hợp với tiết trời mùa hè" và thể hiện được sự trẻ trung của nhóm. Đây là bài hát thuộc thể loại nhạc dance điện tử (EDM) với nhịp độ up-beat.
Tamar Herman đến từ tờ Billboard mô tả bài hát là một "bài hát EDM mùa hè và pop gây nghiện, nổi bật với nhịp bass mạnh, tiếng kèn vang và tiếng synth lớn."

## Video âm nhạc
Video âm nhạc của "Dance The Night Away" được quay tại bãi biển Okinawa vào đầu tháng 6 năm 2018. Hai video teaser đầu đã được phát hành vào tháng 1 và 5 tháng 7. Video âm nhạc đầy đủ đã tải lên trực tuyến vào ngày 9 tháng 7. Video có bối cảnh 9 thành viên Twice bị đắm tàu và trôi dạt lên một bãi biển.
Hai tháng sau khi phát hành, video âm nhạc cán mốc 100 triệu lượt xem trên YouTube. Video cũng xếp thứ 7 trên YouTube Rewind's 2018 Top 10 Most Popular Music Videos tại Hàn Quốc.

## Quảng bá
Vài giờ sau khi phát hành, Twice tổ chức một buổi phát sóng trực tiếp trên Naver V Live nhằm kỷ niệm sự trở lại của họ, tại đấy Twice cũng đã lần đầu trình diễn toàn bộ vũ đạo của bài hát. Nhóm cũng đã trình diễn "Dance The Night Away" trên các sân khấu trở lại của họ Music Bank, Show! Music Core, Inkigayo, Show Champion và M Countdown lần lượt vào các ngày 13, 14, 15, 18 và 19 tháng 7.

## Phiên bản tiếng Nhật
Album tổng hợp thứ hai của Twice #Twice2, phát hành vào ngày 6 tháng 3 năm 2019, gồm cả phiên bản tiếng Hàn và Nhật của "Dance the Night Away". Lời bài hát tiếng Nhật được viết bởi Eri Osanai.

## Bảng xếp hạng
| Bảng xếp hạng (2018)                    | Vị trí cao nhất |
| --------------------------------------- | --------------- |
| Nhật Bản (Japan Hot 100)                | 5               |
| Japan Digital Singles (Oricon)          | 11              |
| Hàn Quốc (Gaon)                         | 1               |
| Hàn Quốc (K-pop Hot 100)                | 1               |
| Mỹ World Digital Song Sales (Billboard) | 2               |

| Bảng xếp hạng (2018)     | Vị trí |
| ------------------------ | ------ |
| Nhật Bản (Japan Hot 100) | 90     |
| Hàn Quốc (Gaon)          | 20     |

| Bảng xếp hạng (2019) | Vị trí |
| -------------------- | ------ |
| Hàn Quốc (Gaon)      | 75     |

## Doanh số và chứng nhận
| Quốc gia                                                                                 | Chứng nhận | Số đơn vị/doanh số chứng nhận |
| Download                                                                                 | Download   | Download                      |
| ---------------------------------------------------------------------------------------- | ---------- | ----------------------------- |
| Hàn Quốc (KMCA)                                                                          | Bạch kim   | 2.500.000*                    |
| Stream                                                                                   |            |                               |
| Hàn Quốc (KMCA)                                                                          | Bạch kim   | 100.000.000                   |
| Nhật Bản (RIAJ)                                                                          | Vàng       | 50.000.000                    |
| * Chứng nhận dựa theo doanh số tiêu thụ. · Chứng nhận dựa theo doanh số phát trực tuyến. |            |                               |

## Giải thưởng
| Năm  | Giải thưởng                 | Hạng mục                | Kết quả   | Ref.   |
| ---- | --------------------------- | ----------------------- | --------- | ------ |
| 2019 | 8th Gaon Chart Music Awards | Song of the Year – July | Đoạt giải | [ 31 ] |

### Giải thưởng chương trình âm nhạc
| Chương trình              | Ngày                | Chú thích |
| ------------------------- | ------------------- | --------- |
| Show Champion (MBC Music) | 18 tháng 7 năm 2018 | [ 32 ]    |
| M Countdown (Mnet)        | 19 tháng 7 năm 2018 | [ 33 ]    |
| Music Bank (KBS)          | 20 tháng 7 năm 2018 | [ 34 ]    |
| Music Bank (KBS)          | 3 tháng 8 năm 2018  | [ 35 ]    |
| Show! Music Core (MBC)    | 21 tháng 7 năm 2018 | [ 36 ]    |
| Show! Music Core (MBC)    | 4 tháng 8 năm 2018  | [ 37 ]    |
| Show! Music Core (MBC)    | 11 tháng 8 năm 2018 | [ 38 ]    |
| Inkigayo (SBS)            | 22 tháng 7 năm 2018 | [ 39 ]    |
| Inkigayo (SBS)            | 29 tháng 7 năm 2018 | [ 40 ]    |
| Inkigayo (SBS)            | 5 tháng 8 năm 2018  | [ 41 ]    |